# Laurențiu Vamanu
Laurențiu Vamanu (* 5. Juni 1993) ist ein rumänischer Biathlet.
Laurențiu Vamanu bestritt seine ersten internationalen Rennen im Rahmen der Juniorenweltmeisterschaften 2011 in Nové Město na Moravě, wo er 37. des Einzels, 63. des Sprints und 14. mit der Staffel wurde. Es folgten die Juniorenrennen bei den Europameisterschaften 2011 in Ridnaun, bei denen der Rumäne den 54. Platz im Sprintrennen erreichte und im Verfolgungsrennen als überrundeter Läufer nicht ins Ziel kam. Im Mixed-Staffelrennen belegte er in einer überrundeten Staffel den 13. Rang. In Kontiolahti nahm Vamanu an den Juniorenweltmeisterschaften 2012 teil und erreichte die Plätze 46 im Einzel, 42 im Sprint, 58 im Verfolgungsrennen und elf im Staffelwettkampf.
Bei den Männern lief Vamanu 2011 in Ridnaun seine ersten internationalen Rennen im Rahmen des IBU-Cups und wurde in Obertilliach 104. in einem Sprint. In zwei weiteren Sprints in der Saison wurde er in Obertilliach und in Haute-Maurienne 87. und erreichte damit seine bisherigen besten Platzierungen in der zweithöchsten internationalen Wettkampfserie im Biathlonsport. In Antholz folgte 2012 auch das Debüt im Weltcup, bei dem Vamanu an der Seite von Ștefan Gavrilă, Remus Faur und Roland Gerbacea in einem Staffelrennen 24. wurde. Erste internationale Meisterschaft bei den Männern wurden die Weltmeisterschaften 2012 von Ruhpolding, wo er mit Éva Tófalvi, Luminița Pișcoran und Gavrilă als Schlussläufer in der Mixed-Staffel 19. wurde. Zudem wurde er 123. des Sprintrennens und beendete das Einzel nicht.

## Weltcupstatistik
Die Tabelle zeigt alle Platzierungen (je nach Austragungsjahr einschließlich Olympische Spiele und Weltmeisterschaften).
- 1.–3. Platz: Anzahl der Podiumsplatzierungen
- Top 10: Anzahl der Platzierungen unter den ersten zehn (einschließlich Podium)
- Punkteränge: Anzahl der Platzierungen innerhalb der Punkteränge (einschließlich Podium und Top 10)
- Starts: Anzahl gelaufener Rennen in der jeweiligen Disziplin
- Staffel: inklusive Mixed- und Single-Mixed-Staffeln

| Platzierung                    | Einzel | Sprint | Verfolgung | Massenstart | Staffel | Gesamt |
| ------------------------------ | ------ | ------ | ---------- | ----------- | ------- | ------ |
| 1. Platz                       |        |        |            |             |         |        |
| 2. Platz                       |        |        |            |             |         |        |
| 3. Platz                       |        |        |            |             |         |        |
| Top 10                         |        |        |            |             |         |        |
| Punkteränge                    |        |        |            |             | 2       | 2      |
| Starts                         | 1      | 1      |            |             | 2       | 4      |
| Stand: nach der Saison 2011/12 |        |        |            |             |         |        |